# Luo Yin
 (septembre 2019).
Luo Yin est une dessinatrice, illustratrice et réalisatrice de films d'animation, chinoise originaire de Beijin, née en 1983.

## Parcours
Luo Yin est diplômée de la Faculté de cinéma de Pékin  (北京电影学院 ; pinyin : Běijīng Diànyìng Xuéyuàn).
En France elle a notamment dessiné la série Le Rêve du papillon en collaboration avec Richard Marazano aux éditions Dargaud.